# Pablo Thiam
Pablo Thiam (3 de enero de 1974) es un exfutbolista guineano, aunque nacionalizado alemán, se desempeñaba como centrocampista defensivo y su último club fue el VfL Wolfsburgo. Actualmente es el asistente del entrenador del Wolfsburgo, Felix Magath.

## Clubes
| Club                | País     | Años        |
| ------------------- | -------- | ----------- |
| FC Köln             | Alemania | 1994 - 1998 |
| VfB Stuttgart       | Alemania | 1998 - 2001 |
| FC Bayern de Múnich | Alemania | 2001 - 2002 |
| VfL Wolfsburgo      | Alemania | 2003 - 2008 |

## Palmarés
FC Bayern de Múnich
- Copa Intercontinental: 2001

- Datos: Q704880
- Multimedia: Pablo Thiam / Q704880